# Paul Merling
Paul Merling (vollständig Emil Paul Gustav Merling; * 20. November 1895 in Altona; † 25. Juni 1945 in Berlin) war ein deutscher Bildhauer.

## Leben
Paul Merling war ein Sohn des königlich preußischen Regierungsbaumeisters Julius Emil Ludwig Merling und dessen Frau Bertha, geb. Petersholz. Nach dem Schulbesuch auf dem Realgymnasium in Altona, das er am 12. August 1914 mit dem Reifezeugnis verließ, diente er als Kriegsfreiwilliger von 1914 bis zu einer schweren Verwundung 1916 im Ersten Weltkrieg. 1918/19 studierte er an der Kunstgewerbeschule Altona. 1920 wechselte er an die Vereinigten Staatsschulen für freie und angewandte Kunst in Berlin. Bis 1926 war er hier Meisterschüler bei Gerhard Janensch und Fritz Klimsch. Aus seiner Zeit als Schüler der Staatsschulen sind zwei von ihm gestaltete Medaillen erhalten, darunter eine zum 25-jährigen Amtsjubiläum von Martin Körte.
1928 erhielt Merling den Großen Staatspreis der Preußischen Akademie der Künste in der Sparte Bildhauerei für zwei Reliefs für eine Passion, die in Stein ausgeführt werden sollen. Damit verbunden war ein Stipendium für den Aufenthalt in der Villa Massimo, das ihn 1929 nach Rom führte. In der Herbstausstellung 1932 der Preußischen Akademie der Künste stellte Merling den Entwurf zu einer Ehrenmal-Gruppe aus, der trotz einer lobenden Besprechung von Bruno E. Werner und einer Abbildung in der Berliner Illustrirten Zeitung wohl nicht zur Ausführung kam. James A. van Dyke hebt den Kontrast der ruhigen, feierlichen, fast mittelalterlich anmutenden Figurengruppe vom Merling, die die Frontgemeinschaft symbolisierte, zu dem in der gleichen Ausstellung erstmals gezeigten Triptychon Der Krieg von Otto Dix hervor, das die Verwüstung des Krieges thematisiert.
In der Zeit des Nationalsozialismus erhielt Merling zahlreiche Aufträge, allerdings keine größeren, sondern eher für Bauschmuck an öffentlichen Bauten, vor allem an von Heinrich Wolff entworfenen Bauten der Reichsbank. Von 1939 bis 1943 war er mit sechs Statuetten auf der Großen Deutsche Kunstausstellung vertreten. Er war Mitglied im Reichsverband bildender Künstler Deutschlands und im Verein Berliner Künstler. Merling wohnte in Berlin-Schmargendorf in der Sulzaer Str. 13; er starb im Juni 1945.

## Werke
- Figurenrelief am Erker des ehemaligen Reichsbankgebäudes in Eckernförde, Terrakotta, 1933/1937.[13]
- Kapitelle und Fries, ehemaliges Reichsbankgebäude Lübeck, Muschelkalk und Terrakotta, 1934/1936.[14]
- Tonfliesenreliefs, Julius-Leber-Kaserne Berlin, 1936/1939
- Reliefs und Uhrplastik am Aufgang zur Dachterrasse, ehemaliges Reichsbank-Hauptgebäude (Haus am Werderschen Markt) Berlin, 1934/1940.